# Comfort Annor
Comfort Annor (1949 – 22 tháng 2 năm 2015) là một nhạc sĩ người Ghana được biết đến với giọng hát độc đáo nhẹ nhàng, xen kẽ giữa một giọng nữ trầm và một bản phối trong thập niên 90.

## Tiểu sử
Comfort Annor còn được gọi là Ama Otu Bea là một nữ phó tế của Nhà thờ Ngũ tuần và đến từ Kasoa Bawjiase ở khu vực miền Trung Ghana. Bà Comfort có bảy người con.
Bà đã qua đời vào ngày 22 tháng 2 năm 2015 tại Okomfo Anokye ở tuổi 66. Mặc dù không rõ nguyên nhân cái chết của bà, nhưng có ý định rằng bà đã chiến đấu với bệnh gan và thận kể từ tháng 10 năm 2014 khi bà đã bị ốm 

## Bài hát
Madam Comfort nổi tiếng với các bài hát nổi tiếng "Asaase Dahɔ Gyan", "W'awo Me ɔba", "Abraham Sarah", "Mewo Agyapadeɛ", "Hena Na W'aye". Tuy nhiên, Album chính của bà là "Dom Hene", được phát hành năm 2006 và có khoảng 10 bài hát.